# Chronologie de Nice

Blason de la ville de Nice.

Présentation chronologique des événements historiques de la ville de Nice en France, dans le département des Alpes-Maritimes, en région Provence-Alpes-Côte d'Azur.

## Préhistoire
- - 420 000 à - 380 000 (environ) : Des chasseurs nomades s'établissent sur une plage abritée, exposée au sud par Homo erectus sur le site de Terra Amata (la Terre Folle ou la Terre Aimée). Le niveau de la mer était alors à + 26 mètres par rapport à celui d'aujourd'hui, et le fleuve Paillon y débouchait par un estuaire.
- - 200 000 (environ) : Occupation humaine de la grotte du Lazaret.
- VIe millénaire av. J.-C. : vestiges d'habitat à Caucade[1].
- Milieu du Ve millénaire av. J.-C.: occupation humaine à Giribaldi (Cimiez)[1].

## Antiquité

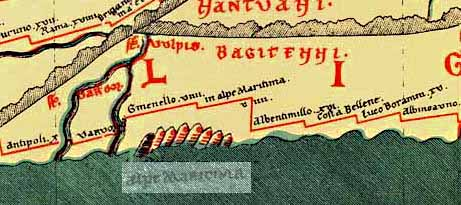
Détails de la Table de Peutinger avec la localisation des Alpes maritimes et de Cemenelum.

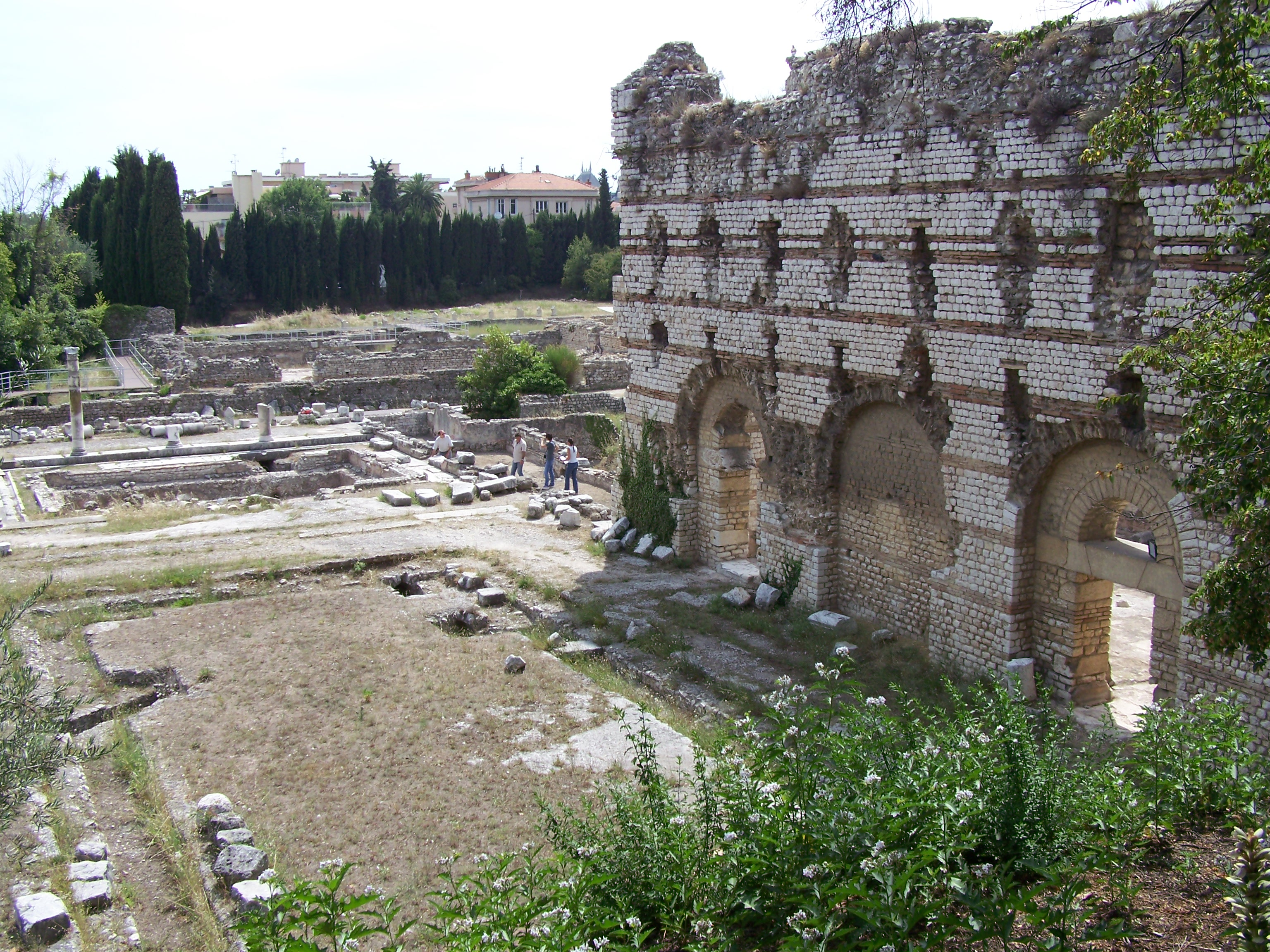
Les vestiges des thermes romains de Cimiez.

- - 600 : Les Grecs Phocéens s'établissent sur ce qui est aujourd'hui la partie française de la côte méditerranéenne et fondent Massalia (Marseille).
- IIIe siècle av. J.-C. : fondation du comptoir commercial de Nikaia par les Grecs de Marseille.
- Au début du IIe siècle av. J.-C., les peuples ligures de la région, les Déceates et les Oxybiens, lancent des attaques répétées contre Antipolis et Nicea. Les Massaliotes font appel à Rome.
- - 154 av. J.-C. le consul Quintus Opimius défait les Déceates et les Oxybiens et prend Aegythna, oppidum des Décéates. Les territoires "conquis" par les Romains sur les populations indigènes sont donnés aux Phocéens et administrés par l'intermédiaire de ses colonies, Antipolis et Nicaea. Première mention dans les textes de Nikaïa[1].
- - 49 av. J.-C. Massilia ayant pris le parti de Pompée, Jules César victorieux lui enlève ses colonies Antipolis et Nikaïa.
- - 13 : Les Romains créent le district militaire des Alpes Maritimes.
- 23-79 : Localisation géographique de Nice d'après Pline l'Ancien.
- milieu du Ier siècle : création de la province des Alpes maritimes sous l'empereur Claude. Cemenelum, capitale de la province, ne semble pas antérieure au milieu du Ier siècle ap. J.-C. Elle est située sur la colline qui deviendra le quartier de Cimiez.
- IIè siècle/IIIè siècle : construction des Arènes de Cimiez et des Thermes romains de Cimiez.
- 261 : Venue de l'impératrice Cornelia Salonina dans les Alpes maritimes dans le but de se soigner en allant prendre les eaux à Berthemont-les-Bains. Elle aurait exigé du procurateur de Cemenelum, l'arrêt des persécutions contre les Chrétiens et accordé la liberté de culte aux habitants de Cemenelum et aux populations alpines. Le socle d'une statue dédiée à Salonine a été retrouvé dans les fouilles du site de Cemenelum.
- 314 : La communauté chrétienne de Nice est bien établie ; le diacre Innocent et l'exorciste Agapius participe au concile d'Arles. Amantius, évêque de Nice, participe au concile d'Aquilée en 381. Il faut noter la présence de deux évêchés au Ve siècle, l'un à Nice, l'autre à Cimiez. Ils sont réunis par le pape Hilaire en 465[1].

## Moyen Âge

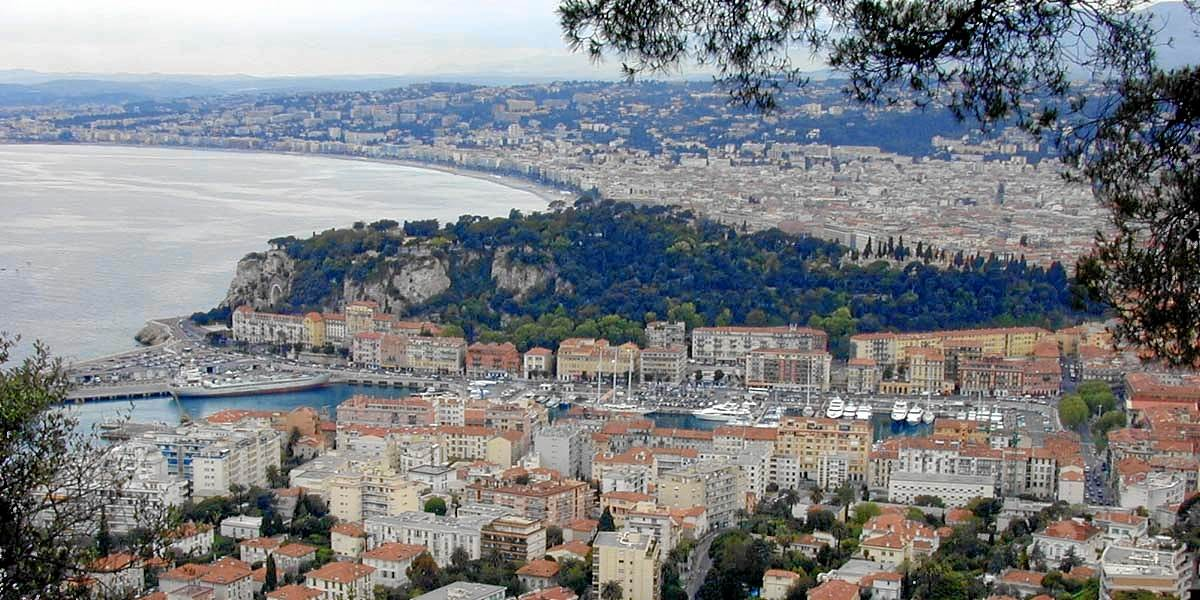
Côté est de la colline où se trouvait l'imposant château de Nice.

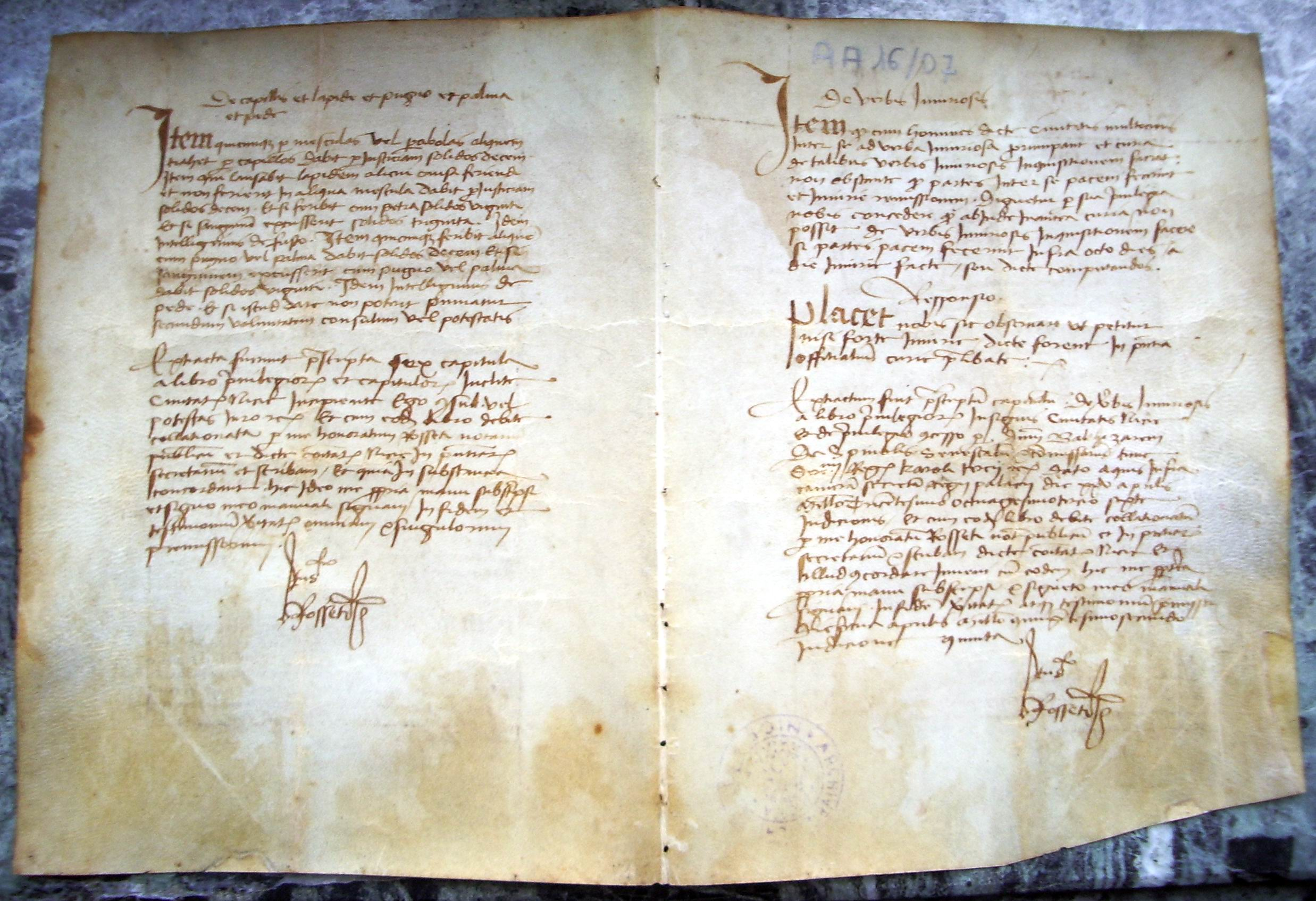
Fragment d'un cartulaire niçois.

- 573 : Les Saxons envahissent le littoral de Nice.
- 618 : La lèpre se répand dans la ville.
- 732 (ou 739[1]) : Cimiez est probablement détruite et Nice souffre à la suite de la descente et de la reprise en main de la Provence par Charles Martel, aidé par les Lombards). Ces destructions sont attribuées par la légende locale aux Sarrasins.
- 748 : Fondation du monastère bénédictin de Saint-Pons le long de la Via Julia Augusta.
- 813 : La ville de Nice est ravagée par la mer. Les Sarrasins détruisent Cimiez.
891 : Les Sarrasins abordent à nouveau Nice, avant de s'en prendre au Piémont puis aux Alpes.
- 1002 : première mention, dans un cartulaire, d'anciennes murailles (muro antiquo) au nord de la colline urbanisée, et de la cathédrale Sancta Maria sedis Niciensis.
- 1032 : Le Royaume de Bourgogne est rattaché au Saint-Empire romain germanique.
- 1044 : Apparition de la « Commune » de Nice.
- 1078 : La voie du col de Tende est établie.
- 1143 : Création d'un consulat à Nice.
- 1159 : Construction du premier château sur la colline.
- 1176 : On établit la première charte de la ville.
- 1227 : Tremblement de terre.
- 1229 : Soumission de la commune de Nice par le comte de Provence Raimon-Bérenger V.
- 1242 : Aménagement d'une léproserie sur la rive droite du Paillon.
- 1246 : Installation de la maison d'Anjou sur le trône comtal de Provence.
- 1250 : Un arsenal maritime est ouvert à Nice par le comté de Provence dans le but de concurrencer Gênes.
- 1250 : Construction du Pont Vieux, seul ouvrage d'art permettant le franchissement du Paillon du XIIIe au XIXe siècle.
- 1294 : Première mention du carnaval de Nice en présence du comte de Provence.
- 1295 : Création de la ville de Villefranche, près de Nice, avec une station de galères pour lutter contre les pirates.
- 1306 : Le 20 mars est fondée la Confrérie des Pénitents Blancs, également appelée Societas Gonfalonis ou Societas Sanctae Crucis (qui existe toujours sous le nom « d'Archiconfrérie de la Sainte-Croix »).
- 1349 : Séisme dans l'arrière pays et grande peste noire.
- 1381 : Début de la guerre civile en Provence.

| 1er mars 1383 : Amédée VII, dit le comte Rouge, comte de Savoie |

- 1385 : Charles d'Anjou et son cousin, Charles de Durazzo, prince de Naples, font valoir leurs droits sur la Provence, à la mort de la reine Jeanne (1382), reine de Sicile et comtesse de Provence, qui les avait successivement adoptés.

### Dédition de Nice à la Savoie (1388)
| 1388 : Dédition de Nice à la Savoie et naissance du comté de Nice |

- 1388 : Le comte rouge, Amédée VII de la Savoie, profite de la guerre de succession qui divise le pays en deux camps pour s'installer en Provence, à la faveur d'une manœuvre de Jean Grimaldi de Beuil, sénéchal de Provence. Ruinés par la guerre, les habitants de Nice et du pays niçois se rallient à Jean Grimaldi et acceptent le rattachement à la maison de Savoie. Ce sera le traité de l'Abbaye de Saint-Pons, connu comme la Dédition de Nice à la Savoie. Naissance du comté de Nice et apparition du drapeau niçois pour se différencier des Provençaux. La Provence orientale - rive gauche du Var - se constitue ainsi en Nouvelle Terre de Provence des États de Savoie.

| 1er novembre 1391 : Amédée VIII, comte puis duc de Savoie |

- 1430-1489 : Rénovation de la cathédrale du château.
- 1436 : Amédée VIII ordonne la construction de nouvelles fortifications protégeant le château-donjon.

| 6 janvier 1440 : Louis Ier, duc de Savoie |

| 29 janvier 1465 : Amédée IX, duc de Savoie |

| 30 mars 1472 : Philibert Ier, duc de Savoie |

- 1475 : Ludovico Brea peint la Vierge de Pitié.

| 22 septembre 1482 : Charles Ier, duc de Savoie |

- 1486 : Charles VIII réunit la Provence au royaume de France.

| 13 mars 1490 : Charles-Jean-Amédée, duc de Savoie |

- 1492 : Parution d'un traité d'arithmétique, le premier imprimé en occitan : Lo Compendion de l'Abaco de Frances Pellos édité à Turin avec des phrases en langue niçoise.
- 1494 : Séisme qui affecte surtout l'arrière pays.

| 16 avril 1496 : Philippe II, duc de Savoie |

| 7 novembre 1497 : Philibert II, duc de Savoie |

- 1503 : des juifs de Rhodes s'installent à Nice.

| 10 septembre 1504 : Charles II, duc de Savoie |

- 1512 : La cathédrale de Nice est transférée dans la ville basse, dans l'église sainte Réparate.
- 1516 : Les Chroniques de Jean Badat rédigées en niçois et conservées dans un volume des Archives de Turin.
- 1517 : Creusement du puits du château ; construction d'un « boulevard d'artillerie » fortifié au nord du château sommital.
- 30 septembre 1521 : Mariage à Nice du duc Charles II avec Béatrix, infante du Portugal.

## Époque moderne (XVIe-XVIIe-XVIIIesiècle)
- 1524 : François Ier et ses alliés ottomans entreprennent des opérations contre le comté de Nice, qui appartient à la Maison de Savoie, alliée de Charles Quint.
- 1524 : Épidémie de peste.
- 1525 : François Ier s'embarque comme prisonnier pour l'Espagne à Villefranche près de Nice, après sa défaite à Pavie.
- 1526 : Les Terres neuves de Provence prennent la dénomination administrative de comté de Nice.
- 1er avril 1529 : Crue du Paillon.
- 9 octobre 1530 : Une partie du Pont Vieux en pierre est emportée par le Paillon.
- 1536 : Les terres savoyardes sont entièrement envahies par le Roi de France, la ville de Nice sert, grâce à sa puissante citadelle, de dernier refuge au Duc de Savoie.
- 1536 : Charles Quint passe le col de Tende dans l'arrière-pays niçois, traverse le Var avec 90 000 hommes et ravage la Provence.
- 1537 : Ostension du Saint-Suaire depuis la tour saint Elme. Environ 120 édifices sont expropriés du sommet de la colline, pour améliorer les fortifications[1].
- 18 juin 1538 : Le pape Paul III, installé au couvent de Sainte-Croix, fait signer la paix de Nice entre François Ier, roi de France, installé au château de Villeneuve, et Charles-Quint qui se tient dans une galère dans la rade de Villefranche.
- 1539 : Installation par le duc Charles II d'un atelier monétaire (zecca) à Nice.
- 1542 : Le parti français avec Grimaldi, seigneur d'Ascros, s'empare de la vallée de la Vésubie[2].

- 1543 :

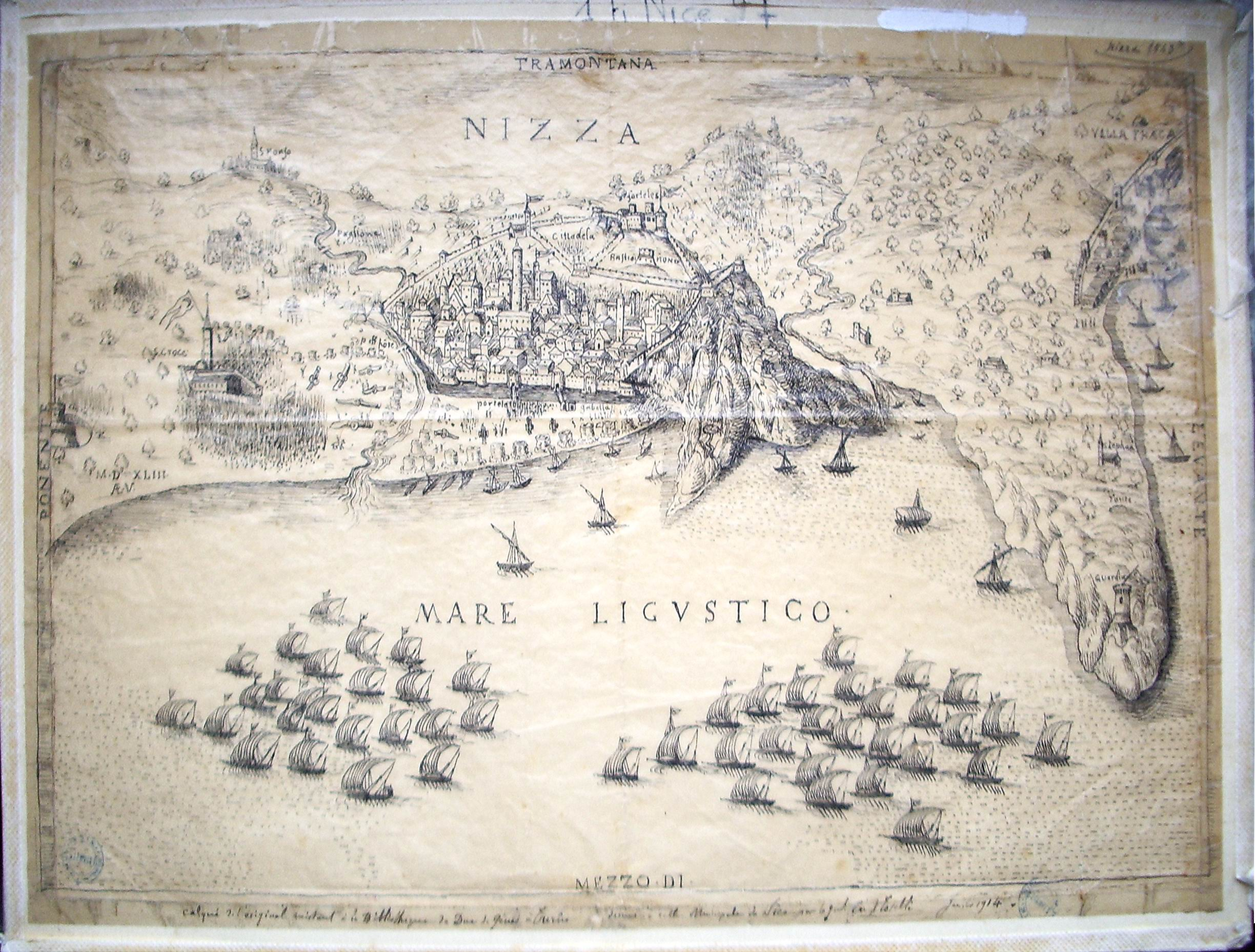
Le siège de Nice de 1543 par les Franco-Turcs. Gravure d'Enea Vico, archives communales de Nice.

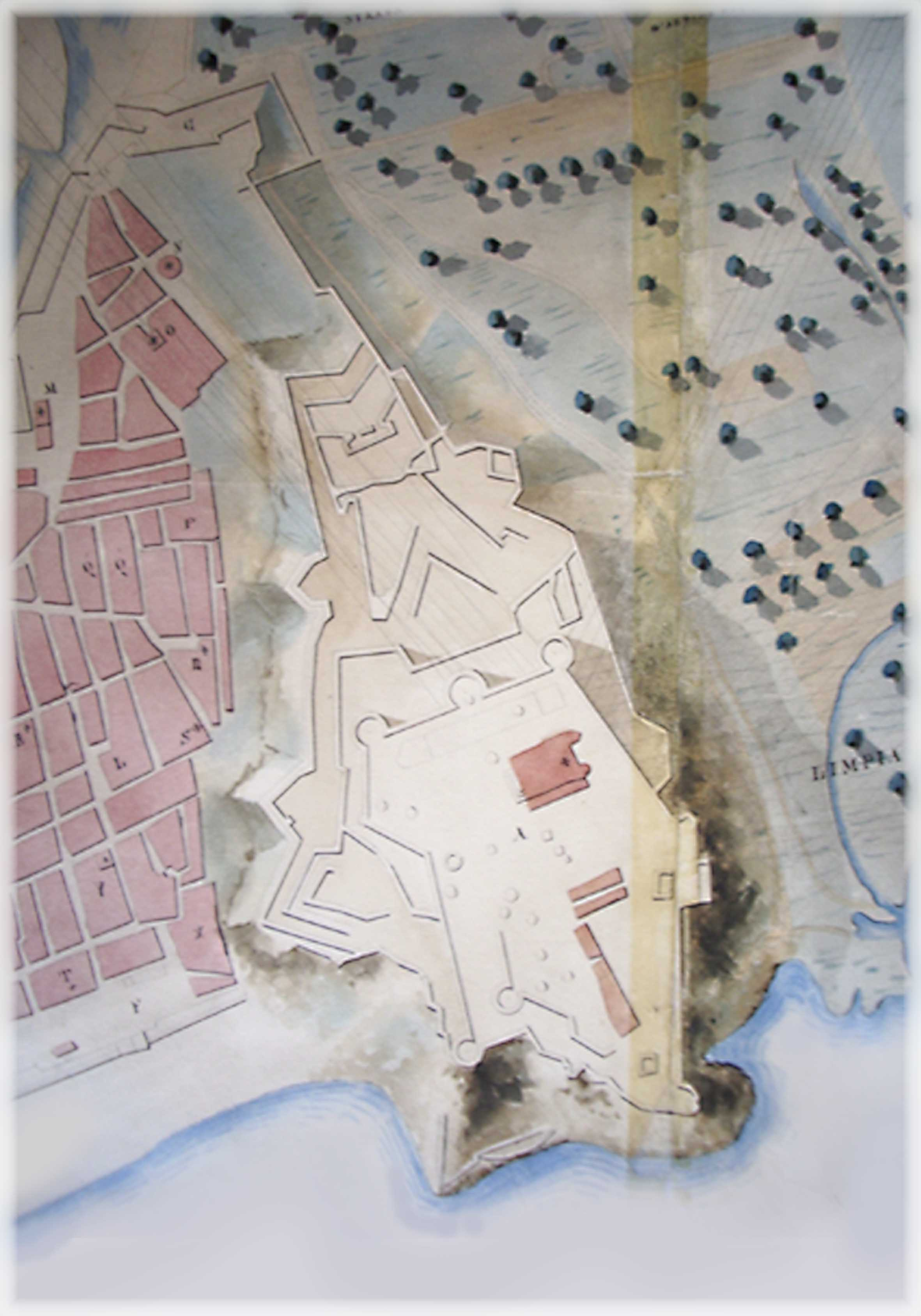
Plan de la forteresse au début du XVIIIe siècle.

  - 5 août : La flotte ottomane commandée par Khayr ad-Din « Barberousse » arrive en rade de Villefranche. Le 7 août, Barberousse fait aux Niçois une proposition de reddition. André Odinet de Monfort, gouverneur de la ville et du comté de Nice, rejette la proposition. Le siège de Nice commence. Les combats débutent entre les milices urbaines et l'avant-garde ennemie. Les Niçois sont repoussés dans les murs. Les coalisés installent leurs batteries tout autour de la ville (l'actuel Vieux-Nice forme  à l'époque la totalité de la ville). Le 10 août, un parlementaire turc remet au Sire de Montfort une sommation : la capitulation immédiate ou la mise à sac de la ville. La réponse est encore négative.
  - 11 août : Les troupes françaises terrestres commandées par François de Bourbon, comte d'Enghien arrivent. Ils franchissent le Var.
  - 12 août : Les bombardements commencent. Les armées françaises et turques se répartissent les zones d'attaques. Les batteries turques entrent en action et auraient tiré 1 200 coups de canon vers la ville qui riposte avec l'artillerie installée dans la citadelle. Les bombardements occasionnent de graves dommages aux fortifications.
  - 15 août : Les assiégeants se préparent à donner l'assaut final en plaçant en ligne, face à la ville, une centaine de vaisseaux armés, tandis que les troupes terrestres se forment en colonnes. L'attaque est d'une rare violence, permettant aux attaquants d'ouvrir deux brèches dans les remparts. La population entière se porte à la défense de la ville. C'est ce jour-là qu'une lavandière, Catherine Ségurane, aurait galvanisé le courage de ses compatriotes en s'emparant d'un drapeau turc. Elle est aujourd'hui une figure emblématique de la cité. L'acharnement des défenseurs fait durer la lutte encore quelques jours.
  - 20 août, les assiégés, réunis en assemblée générale des responsables de la défense et avec l'assentiment du gouverneur du château, décident d'accepter les nouvelles conditions de l'adversaire qui prévoient la remise de la ville aux seuls Français et le droit pour les habitants de se réfugier dans la citadelle.
  - 22 août : Le chevalier d'Aulx pénètre dans Nice et en prend possession au nom du roi de France. Le siège du château commence. Il va durer 18 jours.
  - 5 septembre : un nouvel ultimatum de Barberousse est repoussé par la forteresse. Les Turcs commencent à trouver le temps long et s'inquiètent  des rumeurs qui annoncent l'arrivée d'une armée savoyarde de secours appuyée par la flotte de l'amiral génois Andrea Doria. Français et Turcs commencent par ailleurs à être à court de munition. Dans la nuit du 6 au 7 septembre, violant les accords, les Ottomans mettent à sac la ville qui prend feu et Barberousse s'éloigne emmenant 2 500 personnes captives que les galères emportent vers les marchés d'esclaves. Suivant les historiens, les Français participent également aux incendies.
  - 10 septembre : Le comte d'Enghien se retire pour éviter de rester seul face aux armées du duc de Savoie.
  - 11 septembre : Le duc de Savoie Charles II arrive avec près de 15 000 hommes, tandis que la flotte du Génois Andrea Doria apparaît à son tour.
- 16 novembre 1544 : La paix est définitivement établie par la signature du traité de Cagnes entre les représentants de Charles II, de l'empereur et du roi de France. Le roi de France renonce définitivement au comté de Nice et à la vallée de la Stura.

| 17 août 1553 : Emmanuel-Philibert, duc de Savoie |

- 1557 : Construction du fort du mont Alban et de la citadelle de Villefranche-sur-Mer.
- 1560 : Construction du Palais communal, place Saint-François.
- 12 février 1561 : Édit de Rivoli, l'italien devient la langue officielle dans le Comté.
- 1562 : La Cisterna Fulcronica de J.-F Fulconis, ouvrage de mathématiques commerciales, en langue niçoise, édité à Lyon.
- 1563 : Emmanuel-Philibert, duc de Savoie, devient, par héritage, roi du Piémont et transfère sa capitale de Chambéry à Turin.
- 20 juillet 1564 : Séisme avec son épicentre dans la vallée de la Vésubie. Enfoncement de la rade de Villefranche-sur-Mer et variations du niveau du continent.
- 1577 : Début de la construction d'une citadelle gardant le plateau inférieur de la colline, au nord du château.
- 1579 : Construction des murs d'endiguement du Paillon entre l'abbaye Saint-Pons et la porte Pairolière.

| 30 août 1580 : Charles-Emmanuel Ier, duc de Savoie |

- 1580 : Construction du palais communal.
- 1587 : Dernières monnaies frappées à Nice. Fermeture de l'atelier monétaire par le duc Charles-Emmanuel Ier.
- 1600 : Les troupes françaises attaquent à nouveau Nice, Henri IV faisant mettre le siège devant la ville.
- 1601 : Le traité de Lyon, qui met fin à la guerre franco-savoyarde, laisse Nice à la Savoie. Le 30 mars, rixes entre les soldats piémontais de la citadelle et les troupes espagnoles.
- 1606-1642 : Installation définitive des Jésuites et construction du premier monument baroque, l'église du Gesù.
- 1610 : Plan de Nice dit de « Pastorelli » dessiné par le peintre Giovanni Ludovico Balduino (Jean-Louis Baldoin) et gravé à Rome par Giovanni Maggi.
- 1610-1614 : Ordonné par Charles-Emmanuel Ier, construction de la route Nice-Turin via le col de Tende.
- 1612 : Le duc de Savoie Charles-Emmanuel Ier crée un port franc à Villefranche-sur-Mer.
- 8 mars 1614 : Création du Sénat de Nice.
- 16 août 1629 : Naissance à Nice de Pierre Gioffredo, premier historien niçois.

| 26 juillet 1630 : Victor-Amédée Ier, duc de Savoie |

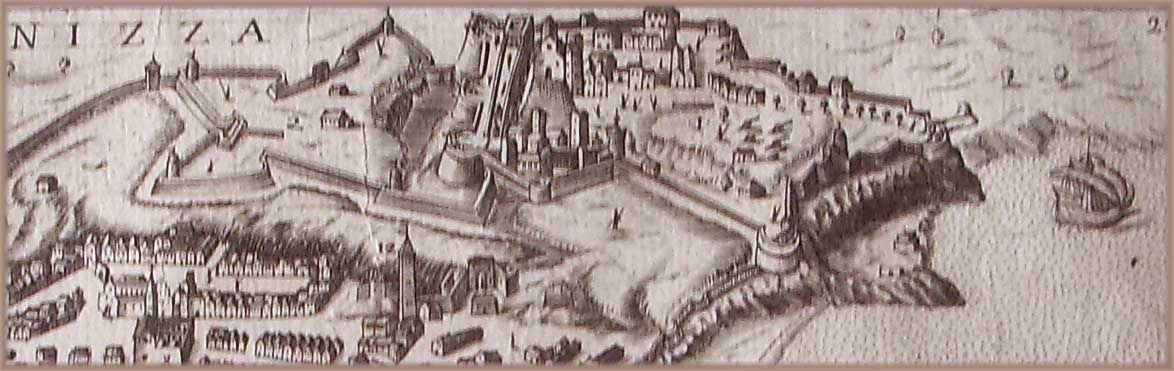
Fortifications côté Ouest du château de Nice en 1625.

- 1631 : La peste noire apparaît en mai ; la ville agonise pendant sept mois.
- 1632 : Ouverture de l'hôpital de sainte Croix.

| 7 octobre 1637 : François-Hyacinthe, duc de Savoie, Christine de France, régente |

| 4 octobre 1638 : Charles-Emmanuel II, duc de Savoie |

- 1642 : Les Espagnols sont chassés de Nice.
- 1649 : Début des phases de travaux de la cathédrale Sainte Réparate.
- 1658 : Publication de Nicaea civitas sacris monumentis illustrata (« La ville de Nice illustrée par ses monuments sacrés ») de Pierre Gioffredo qui est nommé historien de la Maison ducale de Savoie le 20 mars 1662.

| 12 juin 1675 : Victor-Amédée II, duc de Savoie, puis roi de Sardaigne |

- 8 décembre 1678 : Création du Régiment de Nice.
- 1682 : Gravures de Nice et des localités du Comté, publiées dans le Theatrum Statuum Sabaudiæ, édité par Johannes Blaeu à Amsterdam.
- 1691 : Les Français sont, une nouvelle fois, devant la ville, commandés par Catinat. À partir du 12 mars, 20 000 hommes mettent le siège devant la cité. Cette fois, Nice capitule (le 5 avril). Louis XIV s'empare de l'ensemble du pays niçois et prend le titre de comte de Nice.
- 1693 : Vauban inspecte la région de Nice pour préparer la restauration des fortifications.
- 1695 : Le duc de Savoie récupère le comté de Nice par le mariage de sa fille avec le petit-fils de Louis XIV.
- 1704-1706 : Troisième siège par les Français. Les troupes de La Feuillade détruisent définitivement le château et sa forteresse sur ordre de Louis XIV. Début de la seconde grande extension urbaine.

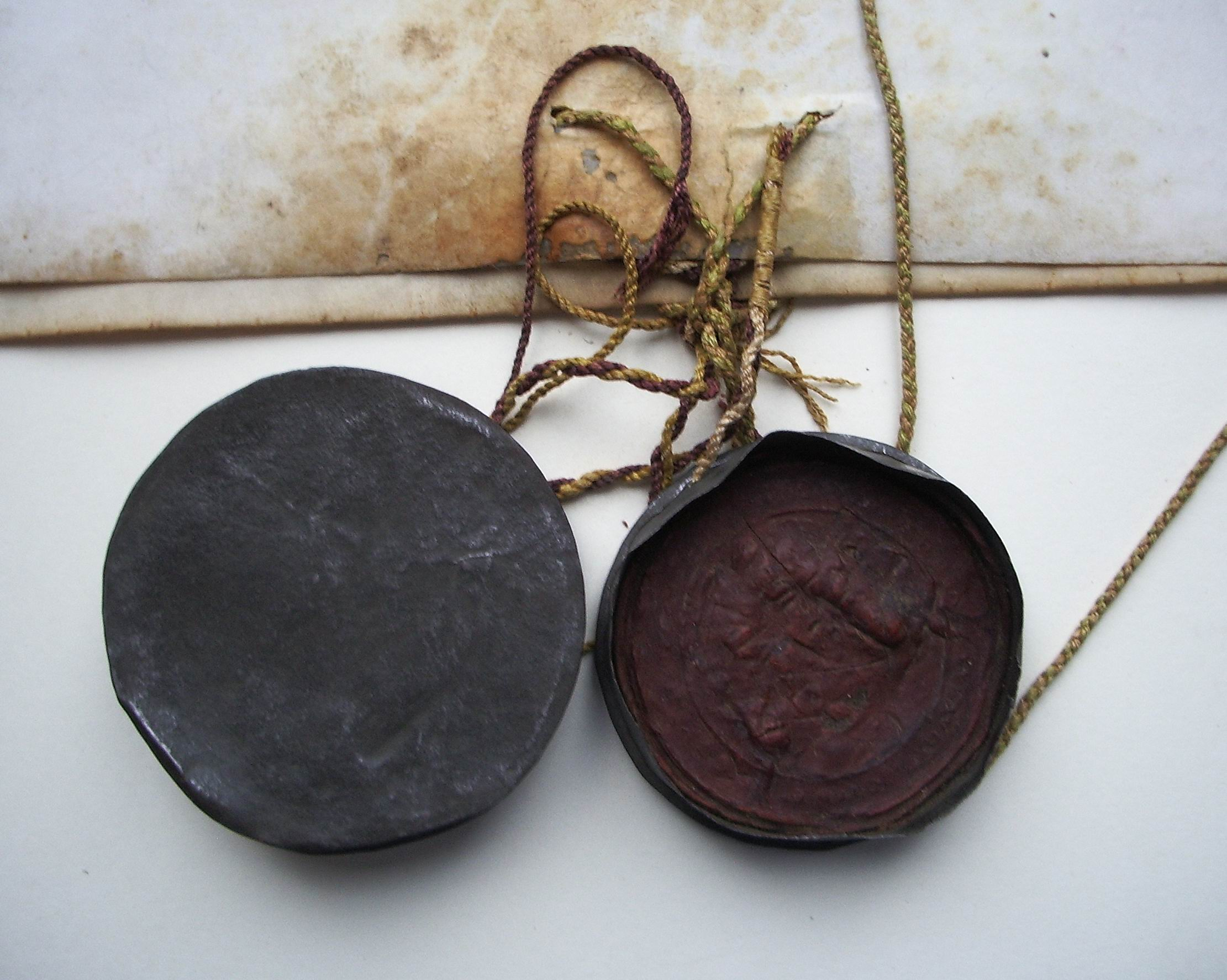
Sceau de Charles Emmanuel Ier en 1587.

- 1709 : Les oliviers gèlent dans la région de Nice.
- 1720 : Victor-Amédée II, duc de Savoie, devient aussi roi de Sardaigne.

| 3 septembre 1730 : Charles-Emmanuel III, roi de Sardaigne |

- 1731 : Naissance à Nice du physicien et chimiste britannique Henry Cavendish, † 1810.
- 1733 : Une modeste synagogue est installée dans le ghetto.
- 1740 : Début de la construction de la chapelle saint Gaetan ou chapelle de la Miséricorde par B. Vittone.
- 1744-1748 : Occupation française. Les armées franco-espagnoles traversent le Var et s'emparent du comté de Nice. Les Anglais, alliés du roi Charles-Emmanuel III, découvrent Nice.
- 1749-1751: Creusement du port Lympia, port actuel de Nice.
- 1758 : Naissance d’André Masséna, maréchal d’Empire, mort à Paris en 1817.
- 1759 : Délimitations des frontières avec la France.
- 1760-1770 : Début du tourisme d'hiver grâce aux Anglais.
- 1761 : Installation de la Manufacture de tabac rue saint François de Paule.
- 1770 : Achèvement de la Chapelle de la Miséricorde.

| 20 février 1773 : Victor-Amédée III, roi de Sardaigne |

- 1773 : Débordement du Paillon et tempête sur le bord de mer.
- 1776 : Ouverture du théâtre Maccarani sur le site de l'actuel Opéra.
- 1780-1785 : La route Nice-Turin, appelée La Route Royale, désormais carrossable, est achevée.
- 1782 : Début des travaux de la première grande place niçoise, la place Royale ou Victor, aujourd'hui place Garibaldi.
- 1783 : Ouverture du Cimetière du Château.
- 1788 : Inondations désastreuses du Var et du Paillon.

## Époque contemporaine(de 1789 à nos jours)

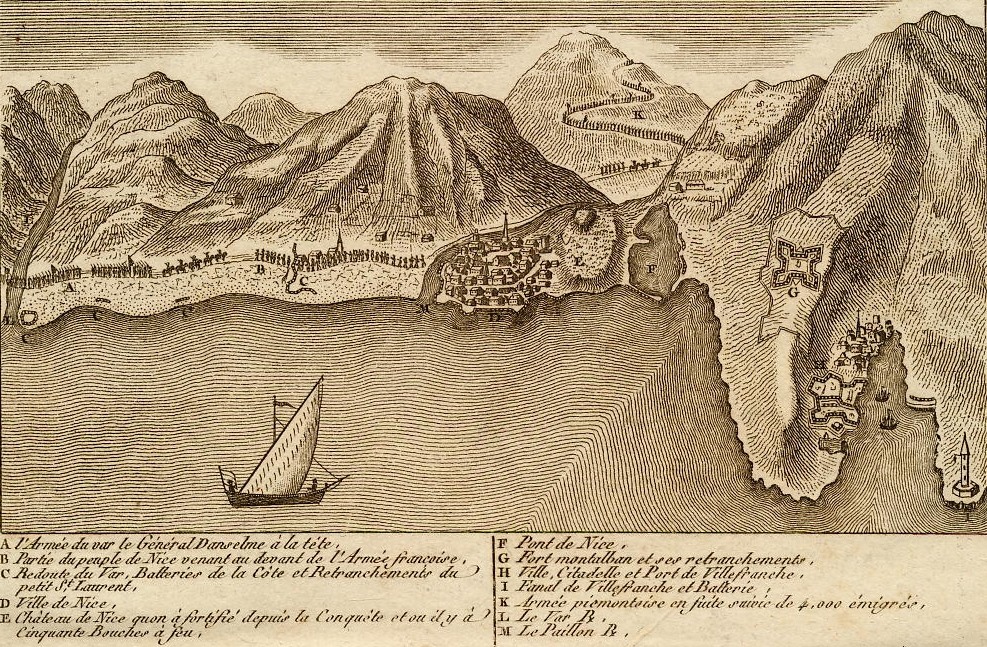
Prise de la Ville et du Comté de Nice, par l'Armée francoise le 29 7^{bre} 1792.

- 1792 : Invasion du pays niçois par les troupes révolutionnaires françaises. Prise de Nice et de Villefranche-sur-Mer. Premier rattachement à la France (qui va durer jusqu'en 1814). En réaction aux exactions commises par les troupes françaises apparaît le barbétisme.

### Rattachement du comté de Nice à la France (1793)
| 1793 : Rattachement du comté de Nice à la France et création du département des Alpes-Maritimes |

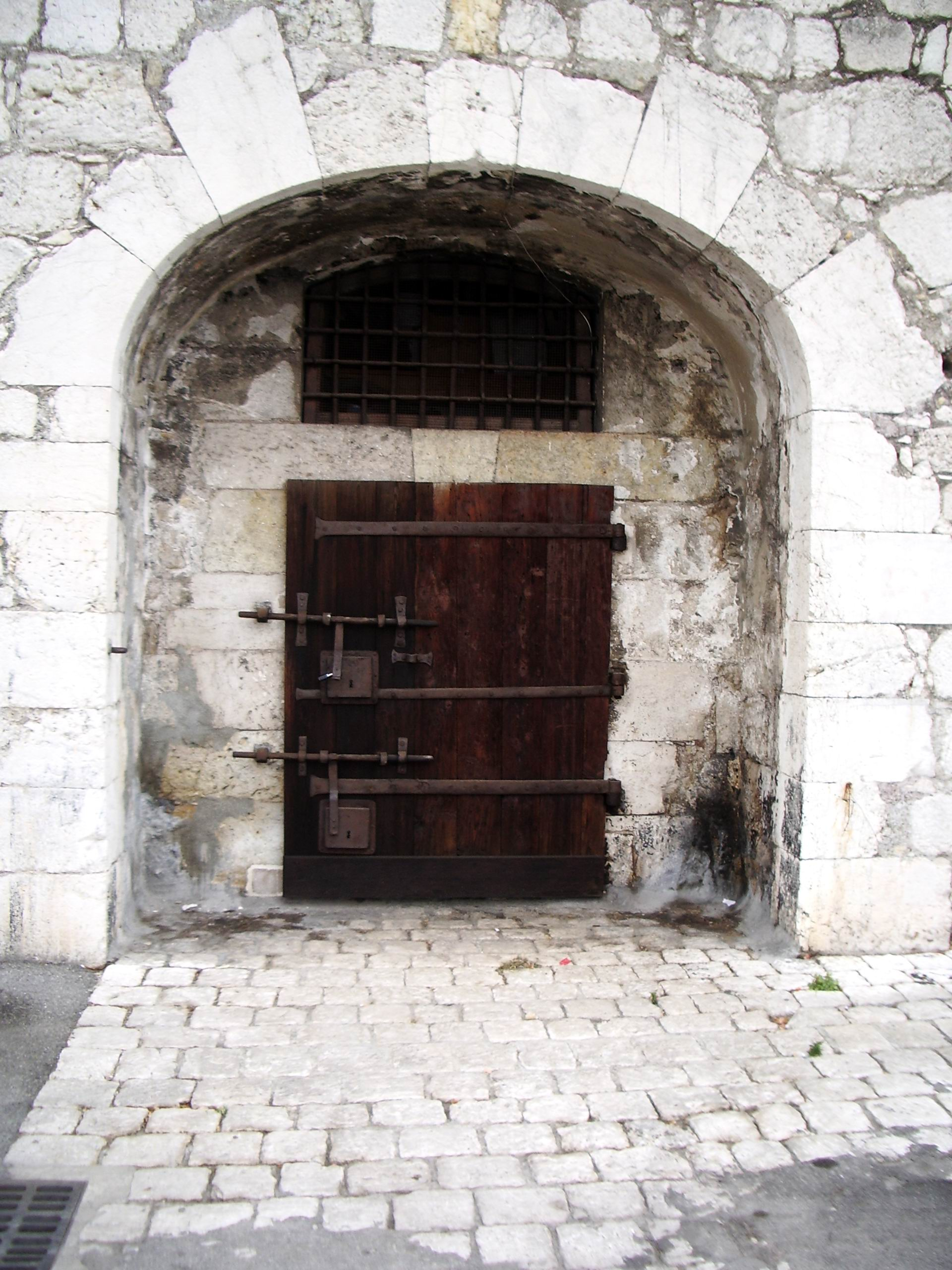
Porte de l'ancien Lazaret sur le port de Nice.

- 31 janvier 1793 : Le comté de Nice est rattaché à la France après vote de la population et devient le 85e département sous le nom d'Alpes-Maritimes.
- 1794 : Bonaparte, général d'artillerie de l'armée qui lutte contre les Sardes et les Autrichiens dans le comté de Nice, habite au no 6 dans la rue qui porte aujourd'hui son nom.
- 1796 : Nouveau séjour de Bonaparte pour prendre le commandement en chef de l'armée d'Italie.
- 6 mai 1800 : Début de la campagne du Var. Les Autrichiens franchissent le Col de Tende et occupent la région de Nice[3]. Le 29 mai, Nice est reprise par les Français du général Suchet après le reflux des Autrichiens[4].
- 1801 : Naissance à Nice de Benoit Bunico.

| 4 juin 1802 : Victor-Emmanuel Ier, roi de Sardaigne |

- 1803 : Destruction de la porte Pairolière.
- 1804 : Nice accepte l'Empire par 3488 voix contre 2.
- 1804 : L'arrondissement de San Remo est annexé au département des Alpes-Maritimes.
- 1807 : Naissance à Nice de Giuseppe Garibaldi.
- 1812 : Ouverture officielle du lycée Impérial, aujourd'hui Lycée Masséna.

### Rattachement des Alpes-Maritimes au royaume de Sardaigne (1814)
| 1814 : Le département des Alpes-Maritimes est rattaché au royaume de Sardaigne |

- 1814 : Le premier traité de Paris rend le comté de Nice à la Maison de Savoie. Les frontières de 1760 entre le comté de Nice et la France sont rétablies.
- 1815 : 24 000 habitants.
- 1820 : Construction de la promenade des Anglais.

| 12 mars 1821 : Charles-Félix roi de Sardaigne |

- 1826 : Première visite du roi Charles-Félix.
- 1830 : Rancher écrit le chant le plus célèbre de la littérature classique niçoise, La Nemaida.

| 27 avril 1831 : Charles-Albert roi de Sardaigne |

- 1832 : Création du Consiglio d'Ornato.
- Années 1830 : Aménagement de la place Masséna.
- 1848 : Le roi Charles-Albert accorde une constitution parlementaire, le Statuto. Benoit Bunico est le premier député niçois au parlement du royaume de Sardaigne.

| 23 mars 1849 : Victor-Emmanuel II roi de Sardaigne, puis roi d'Italie en 1861 |

- 1853 : Le gouvernement de Turin retire à Nice le statut de port-franc.
- 1856 : Construction du Château de l'Anglais[5].
- 1857 : François Malausséna est élu 3e (et dernier) consul de Nice.
- 1858 : 44 000 habitants.
- 1859 : En vertu de l'alliance de 1858 (entrevue de Plombières) entre la France et la Maison de Savoie, Napoléon III aide le Piémont-Sardaigne à chasser les Autrichiens des provinces du Nord de l'Italie afin de permettre à la péninsule de réaliser son unité. L'accord prévoit, en échange, de donner Nice et la Savoie à la France. Cependant, la paix de Villafranca, signée prématurément par l'Empereur, laisse la Vénétie à l'Autriche et ne réalise donc qu'imparfaitement les buts de l'alliance ; la cession de Nice et de la Savoie est compromise, d'autant plus que ce double rattachement rencontre l'hostilité du Royaume-Uni.

### Annexion de la province de Nice à la France (1860)
| 1860 : Annexion du comté de Nice à la France |

- 1860 : Seconde Annexion du comté de Nice à la France : Après un plébiscite de ratification, le comté de Nice (sauf les villages de Tende et la Brigue) devient français. Il lui est adjoint l'arrondissement de Grasse détaché du département du Var afin de former le département des Alpes-Maritimes (3 arrondissements : Nice, Grasse et Puget-Théniers). Nice perd alors sa cour d'appel.
- 1860 : François Malausséna, consul de Nice, est nommé 1er maire de Nice.
- 1860-1862 : Édification de l'église anglicane de Nice.
- 1863-1865 : Construction de la basilique Notre-Dame-de l'Assomption en style néo-gothique sur l'avenue du Prince Impérial (actuelle avenue Jean-Médecin).
- 1864 : 
  - Arrivée du chemin de fer dans la gare de Nice nouvellement construite le 26 septembre.
  - Séjour du Tsar Alexandre II à la villa Peillon dans le quartier du Piol.
- 1865 : Crue du Paillon.
- 1866 : La ville atteint les 50 000 habitants.

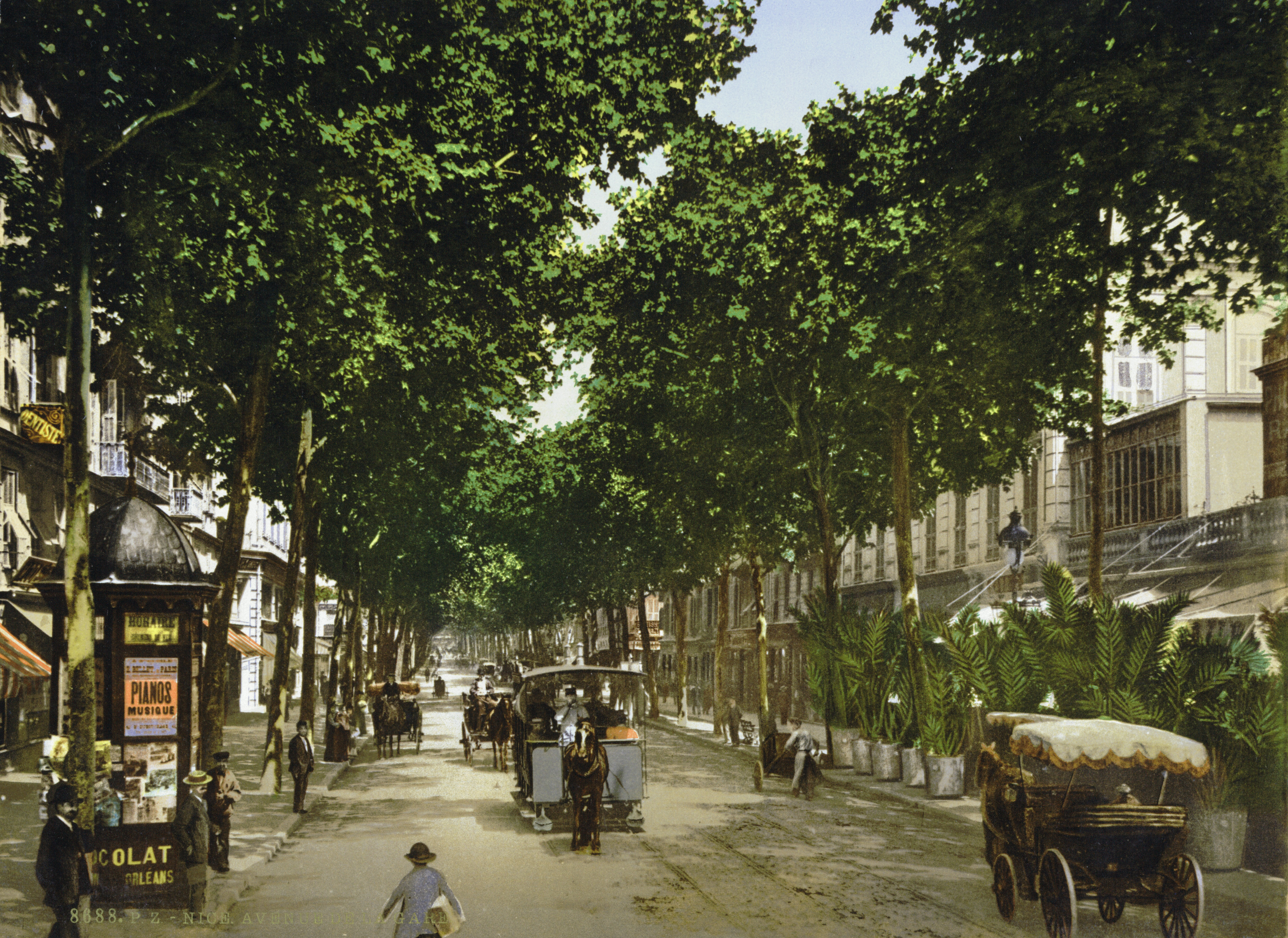
L'avenue de la Gare dans les années 1890.

- 11 septembre 1870 : Louis Piccon est élu maire de Nice.
- 1871 :
  - Sur les quatre députés du département des Alpes-Maritimes élus à l'Assemblée nationale à la suite des premières élections législatives organisées après la chute de l'Empire, trois sont des séparatistes niçois, dont Joseph Garibaldi, extrêmement populaire à Nice. L'élection de ce dernier est, cependant, invalidée.
  - 18 avril 1871 : Auguste Raynaud est élu maire de Nice.
- 1873 : Ouverture du pont Garibaldi.
- 1873 : Début du creusement du tunnel au col de Tende.
- 1875 : Première bataille de fleurs sur le cours Saleya.
- 1878 :
  - 29 janvier 1878 : Alfred Borriglione est élu maire de Nice.
  - Construction de l'hôtel Westminster sur la Promenade des Anglais par Louis Castel.
- 1881-1886 : Construction du canal de la Vésubie.
- 1882 : L'architecte français Charles Garnier construit l'Observatoire de Nice, avec l'aide de Gustave Eiffel[6].
- 1884-1885 : Exposition internationale au Piol.
- 1884-1885 : Construction de l'Opéra par François Aune[7]
- 1886 :
  - 30 mai 1886 : Jules Gilly est élu maire de Nice. Il démissionne pour raisons de santé.
  - 10 novembre 1886 : François Régis Alziari de Malaussène est élu maire de Nice.
  - Construction de la synagogue rue Deloye et de l'église luthérienne rue Melchior de Voguë.
- 23 février 1887 : Tremblement de terre à Nice et dans sa région.
- 1891 : Construction du casino de la Jetée-Promenade.
- 1892 : Inauguration du palais de Justice et de la gare des Chemins de fer de Provence (gare du Sud).
- 1895-1896 : Construction à Cimiez de l'Excelsior Hôtel Regina Palace par Sébastien-Marcel Biasini.
- 11 mai 1896 : Honoré Sauvan est élu maire de Nice.
- 1900 : Construction de l'hôtel Alhambra. La ville dépasse les 100 000 habitants et compte 25 000 Italiens.

### XXesiècle
- 1904 :
  - 19 mai : Création de l'Acadèmia Nissarda par Henri Sappia.
  - 9 juillet : Fondation du Gymnaste Club de Nice qui a pour but la gymnastique et les exercices athlétiques.
- 1905-1912 : Construction de la cathédrale orthodoxe russe Saint-Nicolas dans le quartier du Piol.
- 6 juillet 1908 : Création de la section football du Gymnaste Club devenu Gymnastes amateurs club de Nice (futur OGCN)
- 1911 : La ville compte 143 000 habitants.
- 11 mai 1912 : François Goiran est élu maire de Nice.
- 1913 : Ouverture de l'hôtel Negresco construit par Édouard-Jean Niermans.

| 28 juillet 1914 : Début de la Première Guerre mondiale |

- 1914 : Mobilisation et création du 363e régiment d'infanterie issue du 163e régiment d'infanterie basée dans la commune. Mobilisation d'une partie du 7e bataillon de chasseurs alpins à Nice. Mobilisation d'une partie du 40e régiment d'infanterie à Nice. Le 2e régiment d’artillerie de montagne est mobilisé à Nice.

| 11 novembre 1918 : Fin de la Première Guerre mondiale |

- 1919 :
  - 16 décembre 1919 : Honoré Sauvan est élu maire de Nice.
  - Fondation des studios de cinéma de la Victorine[8],[9].
- 1921 : Ouverture du musée Masséna dans la villa du même nom (achevée en 1901).
- 1921-1925 : Démolition du Pont Vieux.
- 1922 :
  - 18 février : Pierre Gautier est élu maire de Nice.
  - Construction de l'église arménienne.
- 1927 :
  - 30 janvier : Inauguration du Stade du Ray.
  - 23 avril : Alexandre Mari est élu maire de Nice.
- 1928 :
  - 28 avril : Naissance à Nice du peintre Yves Klein.
  - 16 décembre : Jean Médecin est élu maire de Nice.
  - Ouverture du musée des Beaux-Arts de Nice.
  - La ville atteint les 200 000 habitants.
- 1928-1929 : Construction en style Art Déco du palais de la Méditerranée par Charles Dalmas.
- 1932 :
  - 26 avril : Naissance à Nice du compositeur Francis Lai, qui possède toujours une maison sur les hauteurs de Nice.
  - 23 septembre : Décès à Nice de l'affichiste et lithographe français Jules Chéret.
- 1936 : 240 000 habitants dans la ville.

| 1er septembre 1939 : Début de la Seconde Guerre mondiale |

- 1940 :
  - 13 avril : Naissance à Nice de l'écrivain Jean-Marie Gustave Le Clézio.
  - 10 juillet : Jean Médecin est confirmé, sous le régime de Vichy, maire de Nice.
- 1942 :
  - 26 août : Rafle de Juifs étrangers décidée par le gouvernement Pierre Laval. 655 personnes sont arrêtés et internées à la caserne Auvare et 560 d'entre elles sont déportées le 31 août à Auschwitz via Drancy.
  - 11 novembre : La zone libre est occupée par l'armée allemande tandis que l'armée italienne (régiment « Nizza Cavalleria ») occupe Nice et la zone d'occupation italienne.
- 1943 :
  - 27 juillet : Le maire de Nice Jean Médecin est destitué et s'enfuit à Avignon et à Annot. Il sera arrêté en 1944 par la milice et incarcéré à Nice, puis à Belfort d'où il s'évade la même année.
  - 8 septembre : Capitulation de l'Italie signée à Cassibile en Sicile.
  - 10 septembre : Arrivée du SS Alois Brunner et de l'armée allemande en remplacement de l'armée italienne.
  - 15 décembre : Déportation de 1 820 Juifs vers Drancy. Après son départ, 1 129 autres personnes sont déportées, jusqu'au 31 juillet 1944. Certaines organisations parviennent à sauver des Juifs. Le réseau Marcel, dirigé par Moussa Abadi, sauve ainsi 527 enfants avec l'aide de l'évêque, Paul Rémond.
  - 27 décembre : Six résistants détenus sont abattus par les groupes d'action du Parti populaire français.
- 1944 :
  - 26 mai : Bombardement par l'aviation américaine de la gare saint Roch. Il fait 308 morts, 499 blessés et 5 600 sinistrés. La situation économique devient en outre catastrophique et la ville connaît une quasi-famine pendant l'été 1944.
  - 22 juillet et 15 août : La Gestapo exécute ou torture à mort 32 résistants, dont 23 sont fusillés à l'Ariane. Elle déporte également 390 résistants et otages vers les camps de concentration.
  - 28 août : Insurrection et libération de Nice par la Résistance. Les combats de rue font 25 morts et 105 prisonniers côté nazi, 31 morts et 280 blessés côté résistant.
  - 30 août : Les parachutistes américains entrent dans Nice.
  - 28 août-23 septembre : L'épuration provoque de nombreuses arrestations avec une trentaine d'exécutions sommaires.
  - 2 septembre : Une délégation spéciale présidée par Hector Cendo, fonctionnaire de la préfecture, dirige la ville.
  - 19 septembre : La délégation spéciale est dirigée par Virgile Barel (jusqu'au 18 mai 1945).

| 8 mai 1945 (capitulation de l'Allemagne) et 2 septembre 1945 (capitulation du Japon) : Fin de la Seconde Guerre mondiale |

- 1945 :
  - 18 mai : Jacques Cotta est élu maire de Nice.
  - Fondation du journal Nice-Matin.
- 1947 :
  - 10 février : Traité de Paris avec en particulier la réunion de Tende et de La Brigue à la France. Ce traité est ratifié par l'organisation le 12 octobre d'un référendum local.
  - 25 octobre : Jean Médecin est élu maire de Nice.
- 1948 : Premier festival de Jazz à Nice[10].
- 1957 : Inauguration d'une aérogare moderne à l'aéroport de Nice-Côte d'Azur[11].
- 1963 : 
  - Séisme avec une magnitude de 5,7 sur l'échelle de Richter.
  - Ouverture du musée Matisse.
- 1965 : Fondation de l'université de Nice. La population dépasse les 300 000 habitants.
- 1966 :
  - 11 février : Jacques Médecin est élu maire de Nice.
  - Découverte du site archéologique de Terra Amata.
- 1970 : Parution de la revue Lou Sourgentin.
- 16 octobre 1979 : Raz-de-marée sur un front de mer de 100 km.
- 1983 : Création du Jardin botanique de Nice.
- 1984 : Inauguration du palais des congrès d'Acropolis.
- 1990 :
  - 16 septembre : Jacques Médecin démissionne et rejoint Punta del Este en Uruguay, échappant un temps à la justice.
  - 26 septembre : Honoré Bailet est élu maire de Nice.
  - Ouverture du Musée d'Art moderne et d'Art contemporain, et du parc Phoenix, parc botanique et zoologique.
- 6 janvier 1992 : Jacques Médecin est condamné à un an de prison ferme pour délit d'ingérence, puis est accusé d'avoir perçu des pots-de-vin de la part de la société Serel.
- 1993 : 
  - 8 novembre : Jean-Paul Baréty est élu maire de Nice.
  - 25 novembre : Jacques Médecin est arrêté et est placé en détention provisoire en Uruguay.
- 3 novembre 1994 : Extradition en France de Jacques Médecin.
- 1995 :
  - 16 mai : Jacques Médecin est condamné en 1re instance pour abus de confiance à deux ans de prison ferme, 200 000 francs d'amende et cinq ans de privation des droits civiques
  - 25 juin : Jacques Peyrat est élu maire de Nice.
- 12 janvier 1996 : Jacques Médecin est condamné par la cour d'appel de Grenoble à deux ans de prison ferme, 1 million de francs d'amende et cinq ans de privation des droits civiques. Jacques Médecin, ayant purgé sa peine, est libéré. Il retourne en janvier 1996 à Punta del Este où il meurt le 17 novembre 1998.
- 1998 : Ouverture du musée des arts asiatiques, dans un bâtiment de Kenzō Tange.

### XXIesiècle
- 2001 : 

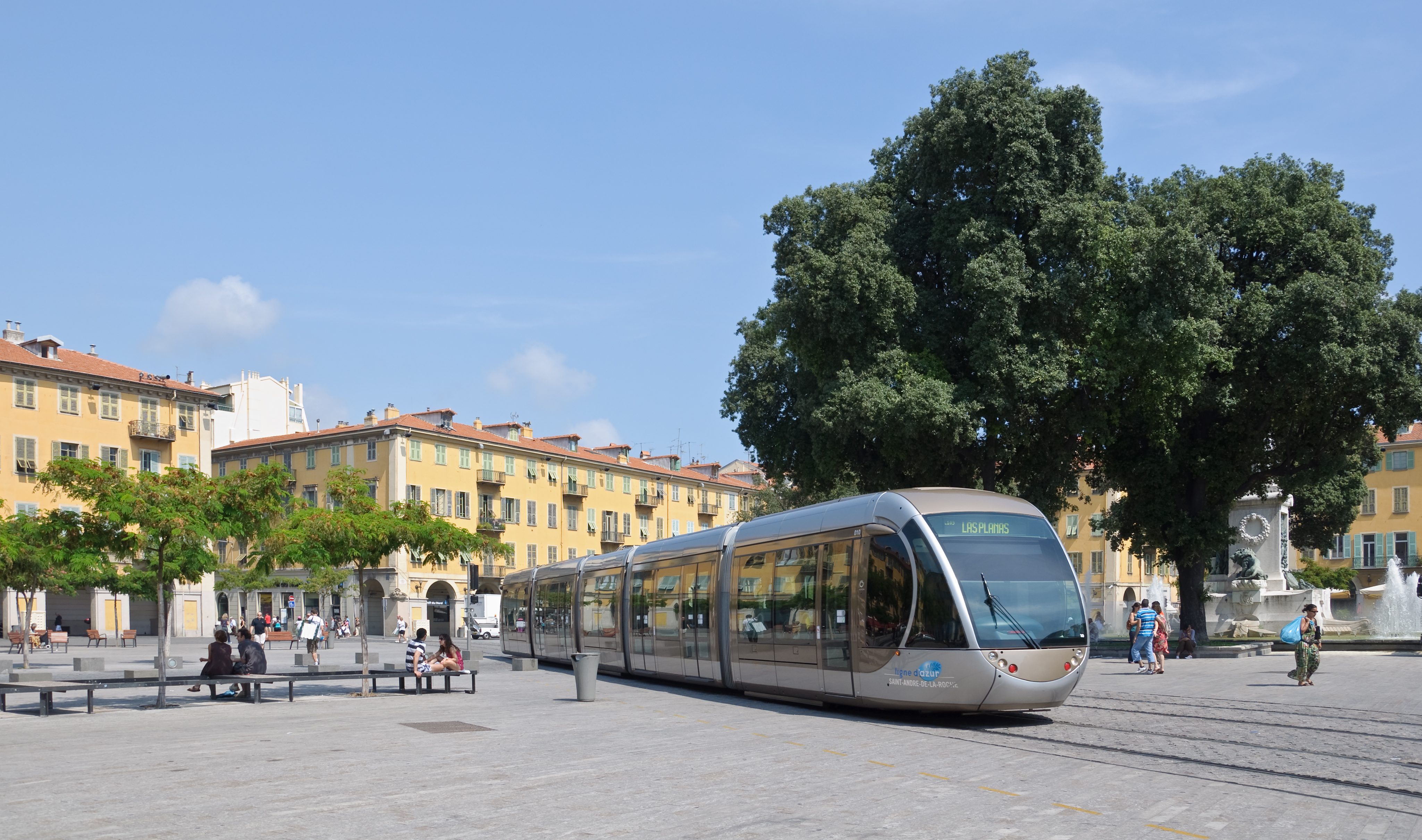
Le tramway de Nice inauguré en 2007 traversant la place Garibaldi.

  - 26 février : Signature du Traité de Nice sur la réforme des institutions européennes.
  - 4 avril : Inauguration du palais Nikaïa, salle de concert d'une capacité de neuf mille personnes[12].
- 2002 : Inauguration de la bibliothèque municipale à vocation régionale Louis-Nucéra.
- 2007 : Inauguration de la première ligne de tramway, passant par le centre ville, entre Las Planas et Pont Michel.
- 2008 :
  - 21 mars 2008 : Christian Estrosi est élu maire de Nice.
  - 9 octobre 2008 : Le prix Nobel de littérature est attribué à J. M. G. Le Clézio.
- 2009 : Mise en service du système de vélopartage Vélo Bleu[13].
- 31 décembre 2011 : Création de la Métropole Nice Côte d'Azur[14].

- 2013 : 

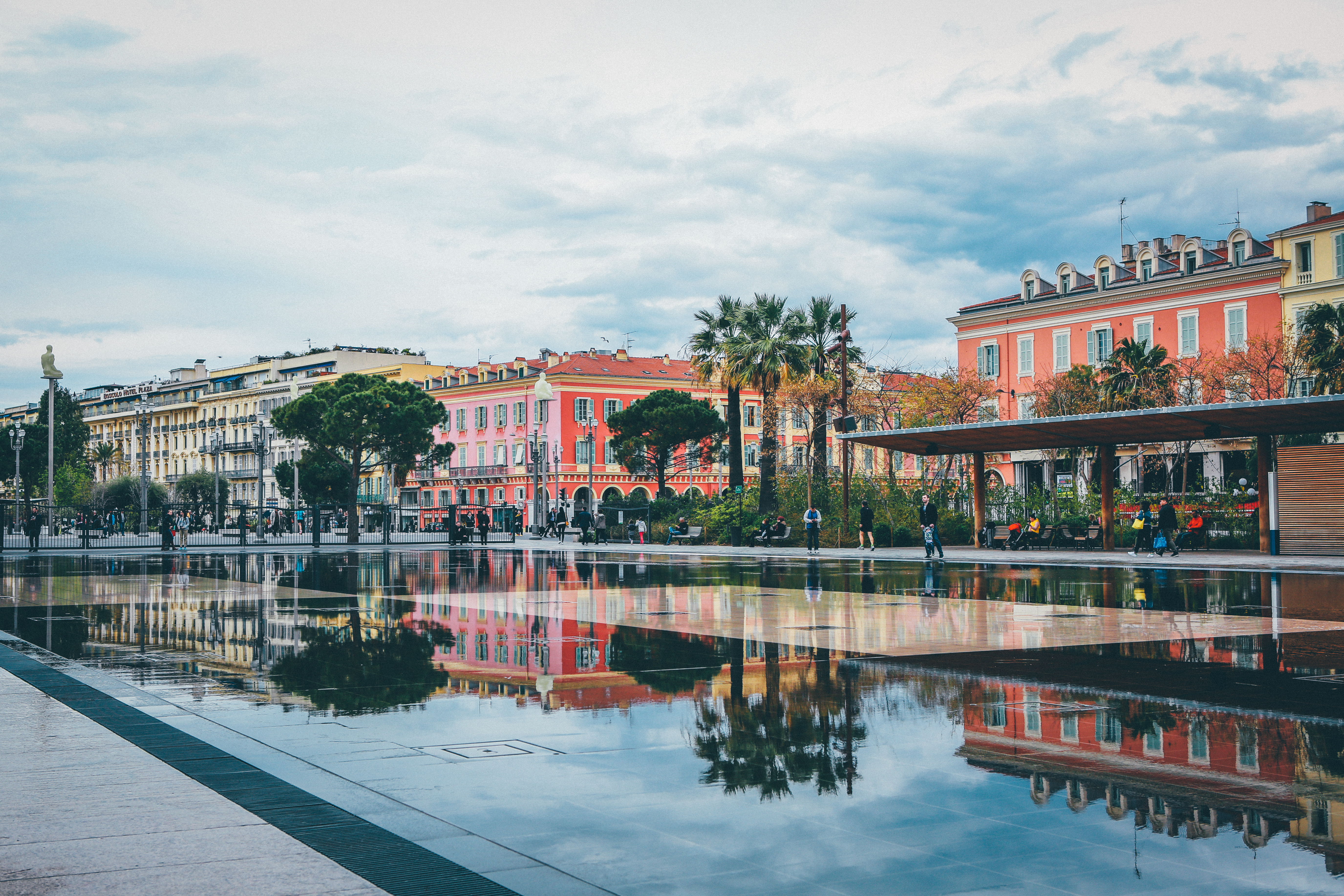
La promenade du Paillon ouverte en 2013.

  - 22 septembre : Ouverture du stade Allianz Riviera.
  - 26 octobre : Ouverture de la promenade du Paillon[15], coulée verte sur le cours couvert du Paillon.
- 2016
  - 1er juin : Philippe Pradal est élu maire de Nice.
  - 14 juillet : attentat sur la promenade des Anglais le jour de la fête nationale.
- 15 mai 2017 : Christian Estrosi est élu maire de Nice.
- 2018 : Inauguration de la deuxième ligne de tramway.
- 2019 : Inauguration de la troisième ligne de tramway.
- 8 février 2020 : Ponctuant la fin des travaux de requalification et de piétonnisation de la cité du Parc, une voie rebaptisée « cours Jacques-Chirac » (parallèle et toute proche du quai des États-Unis), sont inaugurés en présence de Claude Chirac et par Christian Estrosi cette rénovation, et sur celui-ci, une statue en pied de l'ancien président, œuvre du sculpteur Patrick Frega[16].
- 27 juillet 2021 : La « Ville de la villégiature d'hiver de riviera à Nice » (533 hectares) est classée au patrimoine mondial de l'UNESCO[17].
- 2022-2023 : Démolition du théâtre national de Nice[18] et du palais des congrès Acropolis[19],[20] pour agrandir la promenade du Paillon.
- 2024 : La ville accueille l'arrivée du Tour de France cycliste[21].